# Joe Jackson
Pour les articles homonymes, voir Jackson et Joe Jackson (homonymie).
David Ian Jackson, dit Joe Jackson, né le 11 août 1954 à Burton upon Trent (Staffordshire), est un musicien britannique.

## Biographie
Joe Jackson commence par apprendre le violon mais y renonce pour le piano. À partir de 16 ans, il se met à jouer dans des pubs et gagne un prix à l'école pour étudier la composition à la Royal Academy of Music de Londres. Il en sort diplômé en percussions.

### Évolution musicale

#### Les débuts

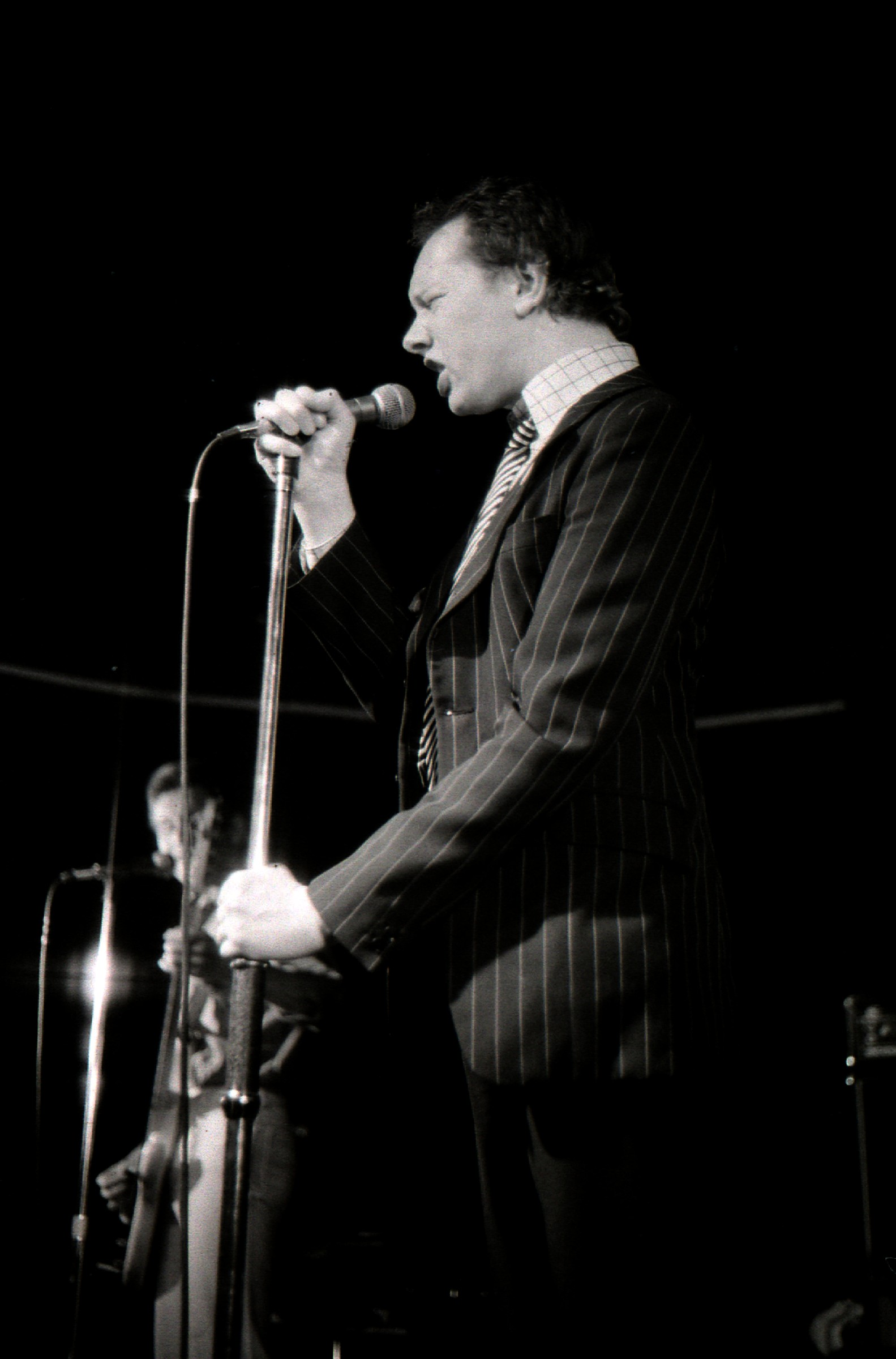
Joe Jackson sur scène à Toronto en 1979.

Joe Jackson connaît divers stades dans son évolution musicale. Durant les années 1970, sa musique est très rock, influencée à partir de 1976 par les vagues punk, new wave, et ska. Les rythmes de Got the Time et de I'm the Man illustrent ces influences. Son premier album studio, Look Sharp! (1979, A&M), à la pochette aux Suede shoes noir et blanc, connait un succès critique et commercial. Cet album lui donne son premier tube, Is She Really Going Out With Him?.
Les albums suivants, I'm the Man (1979, A&M) et Beat Crazy (1980, A&M) en font l'un des principaux représentants de la new wave aussi désigné post-punk anglaise des années 1980 aux côtés de The Police, Ian Dury, Elvis Costello, Pretenders.
En 1980, il apparait au piano sur le second album de " The Members", The choice is yours.
En 1981, il opère un virage artistique et enregistre un album en hommage aux plus grands compositeurs de jazz avec Joe Jackson's Jumpin' Jive.

#### Night & DayetBody and Soul
En 1982 paraît Night and Day, Influencée par des rythmes latins. Sur cet album on trouve le tube, Steppin' Out. L'album Body and Soul de 1984 a été enregistré dans une ancienne loge maçonnique à New York. À l'instar de Night & Day, Body and Soul est (encore plus) influencé par les rythmes latins, avec adjonction de cuivres. Sur cet album l'on trouve You Can't Get What You Want (Till You Know What You Want) et Happy Ending.

#### La rupture avec la pop commerciale
Joe Jackson accorde alors des interviews où il reproche aux groupes pop de faire de la musique commerciale, non inspirée et plagiée. Il décide de sortir de la mouvance pop, et se plonge dans la World Music, en écrivant l'album Big World. L'album a été enregistré en concert, devant un public auquel il était demandé de ne pas réagir, en stéréo directe ne permettant aucune retouche en studio. L'album suivant, Will Power, est entièrement instrumental. Très atypique dans le paysage musical de 1987, l'album reçoit un accueil mitigé. Joe enregistre ensuite une musique de film pour Tucker de Francis Ford Coppola. Blaze of Glory et Laughter & Lust sont des albums à nouveau pop.

#### La composition
Night Music paraît en 1994. Cet album se décline en instrumentaux, et en chansons douces. Faisant intervenir des instruments comme les ondes Martenot. 
Heaven and Hell suit en 1997. Il s'agit d'un album concept basé sur les sept péchés capitaux. Marqué par la guerre en ex-Yougoslavie. Symphony No. 1, parue dans la collection Sony Classical et pour laquelle Joe a reçu un Grammy Award, marque la fin de la période des compositions orientées classique/jazz pour Joe Jackson.

#### Retour aux sources
Joe renoue ensuite avec une musique plus pop et effectue une série de concerts d'anciens albums. Summer in the City: Live in New York paraît en 2000. Il retourne à un orchestre réduit comportant une basse, une batterie et un clavier, Joe jouant lui-même de plusieurs instruments, dont le piano et le clavier.
Night and Day II paraît en 2000. Fortement inspiré de Night & Day, aidé par des musiciens comme Allison Cornwell, Graham Maby et Sue Hadjopulos.
En 2003 paraît Volume 4 ; quatrième album avec les anciens membres de son groupe Graham Maby, Gary Sanford et Dave Houghton. Fidèle au style des trois premiers albums, il renoue avec la tradition pop inspirée de la new wave et en partie de la musique punk. Il renoue également avec eux pour les concerts, en formation à trois ou quatre. Après avoir annoncé un nouvel album en 2007, dont certaines compositions ont été jouées sur scène, Rain sort en mars 2008.

### À venir
Sur son site internet et sur sa page facebook (The Joe Jackson Band), Joe annonce avoir terminé la partition de Stoker, évoquant la vie de Dracula, travail auquel il s'est attelé durant plusieurs années. À côté de cela, il est occupé à écrire un album, intitulé The Duke, reprenant les œuvres de Duke Ellington.

## Sur scène
Joe Jackson effectue une tournée après chaque album. De la scène classique rock, avec les musiciens qui ont marqué chaque album. La percussionniste Sue Hadjopoulos a accompagné Joe durant des tournées Night & Day et Laughter & Lust. On l'a d'ailleurs vue dans les concerts de Night & Day II. Graham Maby et Dave Houghton l'accompagnent depuis longtemps et depuis l'album Volume 4, il privilégie les concerts à trois : piano/synthétiseur, basse, batterie. Il s'entoure aussi de musiciens de musique classique et joue dans des salles de concerts pour ses albums Night Music et Heaven & Hell.

## Autres performances artistiques
En 2004, il collabore au nouvel album de William Shatner et chante avec lui sur le single Common People une reprise du succès de Pulp.

## Résidence
Originaire du quartier de Gosport à Portsmouth, Joe a longtemps résidé à New York. Depuis l'album Rain paru en 2008, Joe réside à Berlin, ville à laquelle il semble s'être fortement attaché. Il possède aussi une résidence à Portsmouth et à New York.

## Discographie

### Albums studio
- 1979 : Look Sharp! (A&M)
- 1979 : I'm the Man (A&M)
- 1980 : Beat Crazy (A&M)
- 1981 : Joe Jackson's Jumpin' Jive (A&M)
- 1982 : Night and Day (A&M)
- 1984 : Body and Soul (A&M)
- 1986 : Big World (A&M)
- 1987 : Will Power (A&M)
- 1989 : Blaze of Glory (A&M)
- 1991 : Laughter and Lust (Virgin)
- 1994 : Night Music (Virgin)
- 1997 : Heaven and Hell (Sony Classical)
- 1999 : Symphony No. 1 (Sony Classical)
- 2000 : Night and Day II (Sony Classical)
- 2003 : Volume 4 (Rykodisc)
- 2008 : Rain (Rykodisc)
- 2012 : The Duke (Razor & Tie)
- 2015 : Fast Forward (Work Song Incorporated)
- 2019 : Fool (earMUSIC)
- 2023 : Mr. Joe Jackson Presents Max Champion in What a Racket! (earMUSIC)

### Albumslive
- 1988 : Live 1980/86
- 1991 : Laughter & Lust Live
- 2000 : Summer in the City: Live in New York
- 2002 : Two Rainy Nights
- 2004 : Afterlife
- 2009 : Live at the BBC
- 2011 : Live Music
- 2011 : Live in Germany 1980
- 2012 : Live at Rockpalast

### Compilations
- 1990 : Stepping Out: The Very Best of Joe Jackson
- 1996 : Joe Jackson Greatest Hits
- 1997 : This Is It! (The A&M Years 1979–1989)
- 2001 : The Best of Joe Jackson
- 2010 : Joe Jackson – Collected

### Musiques de film
- 1983 : Mike's Murder (A&M)
- 1988 : Tucker (A&M)

## Filmographie
- 1987 : Private Eye de Mark Tinker (téléfilm)